# Jeux de guerre (roman)
Pour les articles homonymes, voir Jeux de guerre.
Jeux de guerre (Patriot Games) est un roman policier, appartenant au genre du techno-thriller, de Tom Clancy, paru en 1987. Il met en scène le personnage de Jack Ryan.
Le roman est adapté au cinéma (Jeux de guerre) en 1992, avec Harrison Ford dans le rôle principal.

## Résumé
Jack Ryan est un ex-marine, ex-agent de change, historien. En voyage à Londres pour rechercher des informations pour un livre, il assiste à un attentat et, instinctivement, s'interpose. Grièvement blessé, il apprend qu'il a sauvé le Prince et la Princesse de Galles, visés par l'Ulster Liberation Army.

De retour aux États-Unis quelques semaines plus tard, il apprend l'évasion du terroriste qu'il a aidé à arrêter, et décide alors de reprendre contact avec James Greer, Directeur du Renseignement à la CIA, pour lequel il a autrefois ponctuellement travaillé.

## Autour du roman
Bien que paru après Octobre rouge, Jeux de guerre, se situe chronologiquement avant ce roman.

## Adaptation
- 1992 : Jeux de guerre, film américain réalisé par Phillip Noyce, d'après le roman éponyme, avec Harrison Ford, Anne Archer et Patrick Bergin